# Friedrich-Miescher-Laboratorium der Max-Planck-Gesellschaft
Das Friedrich-Miescher-Laboratorium der Max-Planck-Gesellschaft (FML, früherer Name „Friedrich-Miescher-Laboratorium für biologische Arbeitsgruppen in der Max-Planck-Gesellschaft“) wurde von der Max-Planck-Gesellschaft (MPG) im Jahre 1969 in Tübingen gegründet, um Nachwuchsforschern im Bereich der Biologie die Mittel und Möglichkeiten zu geben, eine eigene unabhängige Forschungsgruppe aufzubauen.
Das Laboratorium ist benannt nach dem Schweizer Biologen Friedrich Miescher, der im Tübinger Schloss die DNA entdeckte. Es sollte nicht mit dem Friedrich-Miescher-Institut (FMI) in Basel verwechselt werden.

## Aufbau
Bis zu vier Arbeitsgruppen arbeiten am Friedrich-Miescher-Laboratorium in Tübingen, in unmittelbarer Nähe zu den Max-Planck-Instituten für Entwicklungsbiologie und biologische Kybernetik.
Die Forschungsgebiete, die am FML bearbeitet wurden und werden, erstrecken sich über alle Bereiche der Biologie und umfassen u. a. Entwicklungsbiologie, Zellbiologie, Neurobiologie und inzwischen auch Bioinformatik.
Das FML wird von einem der Direktoren der benachbarten Max-Planck-Institute geleitet. Die derzeitige geschäftsführende Direktorin ist Nobelpreisträgerin Christiane Nüsslein-Volhard, die selbst von 1981 bis 1985 Gruppenleiterin am FML war.